# Vikramgad
Vikramgad es una  ciudad censal situada en el distrito de Palghar en el estado de Maharashtra (India). Su población es de 5991 habitantes (2011). Se encuentra a 71 km de Thane y a 41 km de Palghar.

## Demografía
Según el censo de 2011 la población de Vikramgad era de 5991 habitantes, de los cuales 3080 eran hombres y 2911 eran mujeres. Vikramgad tiene una tasa media de alfabetización del 82,77%, superior a la media estatal del 82,34%: la alfabetización masculina es del 89,19%, y la alfabetización femenina del 78,13%.